# Robert Bellarmino
Svatý Robert Bellarmino, celým jménem Roberto Francesco Romolo Bellarmino, česky též Robert Bellarmin (4. října 1542, Montepulciano, Toskánsko – 17. září 1621, Řím) byl italský katolický teolog, kardinál, člen jezuitského řádu.

## Život a dílo
Pocházel ze zchudlé šlechtické rodiny, jeho matka Cynthia Cervini byla sestrou papeže Marcela II. Od dětství miloval literaturu, znal Vergilia zpaměti a brzy začal sám psát poezii v latině i italštině.
Do noviciátu vstoupil v roce 1560, v letech 1567 začal studovat teologii na univerzitě v Padově, v roce 1569 byl vyslán dokončit svá studia na Katolickou univerzitu v Lovani.
Později působil jako profesor teologie v Lovani a v Římě. V roce 1599 se stal kardinálem, 1602 arcibiskupem v Capui.
Byl jedním z předních teologů protireformace. Jeho hlavním dílem jsou několikasvazkové Disputationes de controversiis christianae fidei (Rozpravy o sporných otázkách křesťanské víry, 1581–1593), v nichž v polemice s protestantismem obhajuje primát papeže a jiné součástí učení katolické církve.
Napsal také několik mystických úvah (např. O vystupování mysli k Bohu po žebřících věcí stvořených, česky v překladu Jakuba Demla), výklady k žalmům, patristický spis De Scriptoribus ecclesiasticis (O církevních spisovatelích, 1615) a převážně latinské duchovní básně. Jeho dílo je ceněno i pro vytříbený literární styl.
Kardinál Belarmin sehrál důležitou úlohu v inkvizičních procesech proti Giordanu Brunovi a Galileo Galileimu. Během procesu s Galileim měl údajně prohlásit:
| „ | Tvrdit, že Země obíhá kolem Slunce je stejně chybné, jako tvrdit, že Ježíš se nenarodil z Panny | “ |
| — |                                                                                                 |   |

## Kanonizace
V roce 1930 byl Piem XI. svatořečen a roku 1931 prohlášen učitelem církve. Svátek má 17. září (původně 13. května).

### Literatura

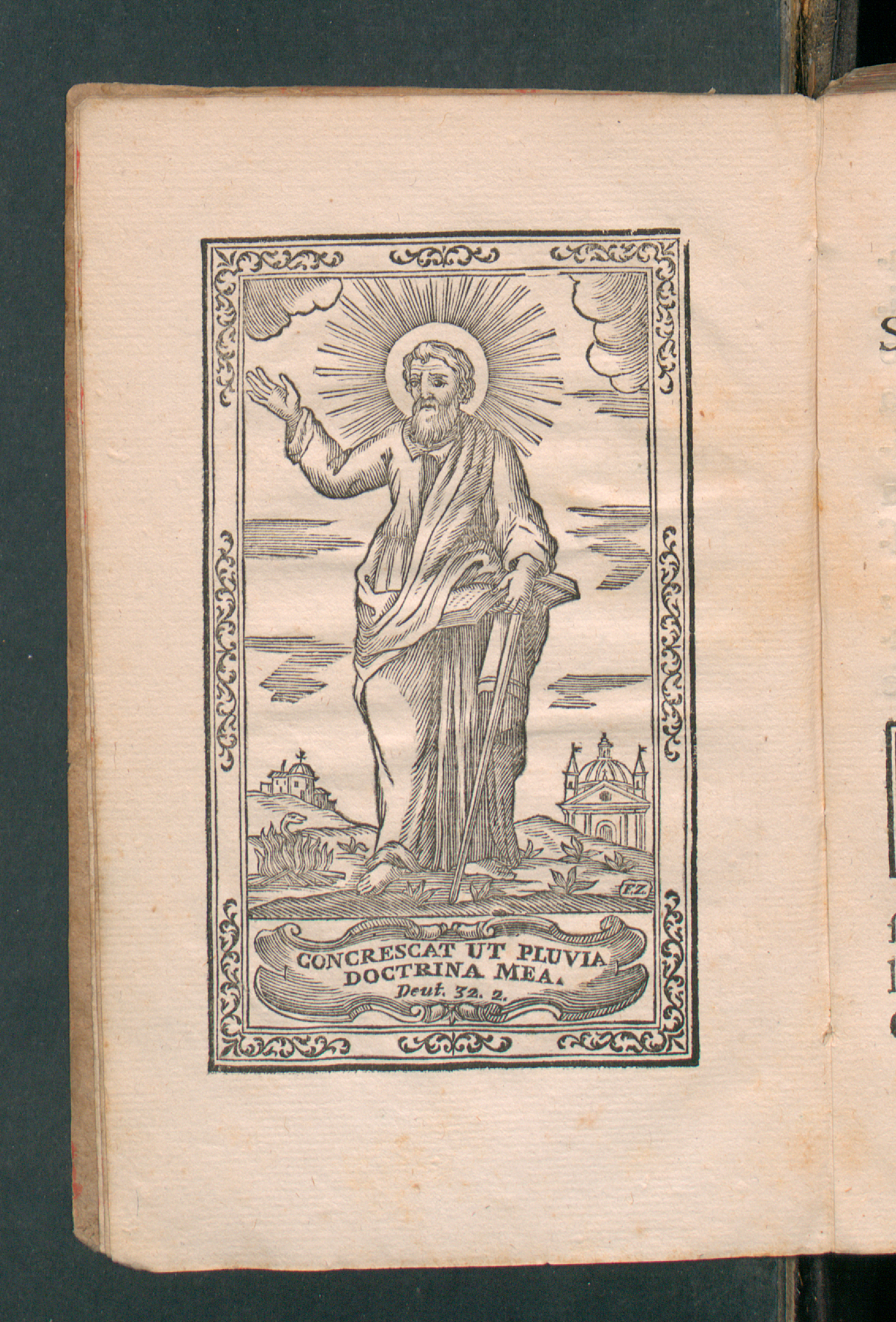
Dottrina cristiana breve, 1752